# Bistum Tanjungkarang
Das Bistum Tanjungkarang (lat.: Dioecesis Tangiungkaranganus) ist eine in Indonesien gelegene römisch-katholische Diözese mit Sitz in Tanjungkarang. 

## Geschichte
Papst Pius XII. gründete die Apostolische Präfektur Tandjung-Karang am 19. Juni 1952 aus Gebietsabtretungen der Apostolischen Präfektur Palembang. Am 3. Januar 1961 wurde sie in den Rang eines Bistums erhoben und dem Erzbistum Medan als Suffragandiözese unterstellt. 
Am 22. August 1973 nahm es den aktuellen Namen an. Am 1. Juli 2003 wurde es ein Teil der neuen Kirchenprovinz des Erzbistums Palembang.

## Ordinarien

### Apostolischer Präfekt von Tandjung-Karang
- Albert Hermelink Gentiaras SCI (1952–1961)

### Bischof von Tandjung-Karang
- Albert Hermelink Gentiaras SCI (1961–1973)

### Bischöfe von Tanjungkarang
- Albert Hermelink Gentiaras SCI (1973–1979)
- Andreas Henrisusanta SCI (1979–2012)
- Yohanes Harun Yuwono (2013–2021)
- Vinsensius Setiawan Triatmojo (seit 2022)

## Statistik
| Jahr | Bevölkerung | Bevölkerung | Bevölkerung | Priester     | Priester         | Priester       | Priester               | Ständige Diakone | Ordensleute  | Ordensleute      | Pfarreien |
| Jahr | Katholiken  | Einwohner   | %           | Gesamtanzahl | Diözesanpriester | Ordenspriester | Katholiken je Priester | Ständige Diakone | Ordensbrüder | Ordensschwestern | Pfarreien |
| ---- | ----------- | ----------- | ----------- | ------------ | ---------------- | -------------- | ---------------------- | ---------------- | ------------ | ---------------- | --------- |
| 1969 | 30.031      | 2.350.000   | 1,3         | 20           | 1                | 19             | 1.501                  |                  | 22           | 80               | 9         |
| 1980 | 60.285      | 3.525.000   | 1,7         | 29           | 1                | 28             | 2.078                  |                  | 62           | 118              | 11        |
| 1990 | 77.280      | 6.140.000   | 1,3         | 20           | 2                | 18             | 3.864                  |                  | 34           | 100              | 11        |
| 1998 | 88.372      | 8.351.000   | 1,1         | 36           | 22               | 14             | 2.454                  |                  | 32           | 185              | 18        |
| 2001 | 82.695      | 8.658.700   | 1,0         | 39           | 24               | 15             | 2.120                  |                  | 34           | 206              | 20        |
| 2002 | 88.896      | 6.894.437   | 1,3         | 38           | 24               | 14             | 2.339                  |                  | 31           | 215              | 19        |
| 2003 | 90.261      | 6.894.437   | 1,3         | 41           | 26               | 15             | 2.201                  |                  | 28           | 224              | 20        |
| 2004 | 93.518      | 6.908.437   | 1,4         | 43           | 25               | 18             | 2.174                  |                  | 22           | 230              | 20        |
| 2017 | 73.793      | 9.709.927   | 0,8         | 68           | 38               | 30             | 1.085                  |                  | 34           | 232              | 24        |
| 2020 | 75.200      | 8.999.000   | 0,8         | 70           | 40               | 30             | 1.074                  |                  | 35           | 400              | 24        |